# Wyższa Szkoła Nauk Społecznych im. Ks. J. Majki w Mińsku Mazowieckim
Wyższa Szkoła Nauk Społecznych im. ks. Józefa Majki – wyższa uczelnia w Mińsku Mazowieckim, założona przez pallotynów. Szkoła działa w Mińsku od roku akademickiego 2007/2008.

## Kierunki studiów
- Socjologia
- Pedagogika
- Bezpieczeństwo wewnętrzne
- Mechatronika (od 2014 r.) – studia inżynierskie